# Cheniseo
Cheniseo Bishop & Crosby, 1935 è un genere di ragni appartenente alla famiglia Linyphiidae.

## Distribuzione
Le quattro specie oggi attribuite a questo genere sono diffuse in America settentrionale: sono tutte presenti in territorio statunitense, la sola C. sphagnicultor anche in quello canadese.

## Tassonomia
A maggio 2011, si compone di quattro specie:
- Cheniseo fabulosa Bishop & Crosby, 1935[3] — USA
- Cheniseo faceta Bishop & Crosby, 1935 — USA
- Cheniseo recurvata (Banks, 1900) — Alaska
- Cheniseo sphagnicultor Bishop & Crosby, 1935 — USA, Canada

### Specie trasferite
- Cheniseo video Chamberlin & Ivie, 1947; trasferita al genere Dactylopisthes Simon, 1884, assumendo la denominazione di Dactylopisthes video (Chamberlin & Ivie, 1947), a seguito di uno studio dell'aracnologo Eskov del 1988[1].